# Burlingame
|  | Per a altres significats, vegeu «Burlingame (Kansas)». |

Burlingame és una ciutat dels Estats Units a l'estat de Califòrnia. Segons el cens del 2000 tenia 28.158 habitants.

## Demografia
Segons el cens del 2000, Burlingame tenia 28.158 habitants, 12.511 habitatges, i 6.956 famílies. La densitat de població era de 2.510,8 habitants per km².
Dels 12.511 habitatges en un 24,1% hi vivien nens de menys de 18 anys, en un 45,1% hi vivien parelles casades, en un 7,7% dones solteres, i en un 44,4% no eren unitats familiars. En el 35,6% dels habitatges hi vivien persones soles el 10% de les quals corresponia a persones de 65 anys o més que vivien soles. El nombre mitjà de persones vivint en cada habitatge era de 2,21 i el nombre mitjà de persones que vivien en cada família era de 2,93.
Per edats la població es repartia de la següent manera: un 19,2% tenia menys de 18 anys, un 5,5% entre 18 i 24, un 36,9% entre 25 i 44, un 23,2% de 45 a 60 i un 15,2% 65 anys o més.
L'edat mediana era de 38 anys. Per cada 100 dones de 18 o més anys hi havia 87,8 homes.
La renda mediana per habitatge era de 68.526 $ i la renda mediana per família de 91.309 $. Els homes tenien una renda mediana de 59.148 $ mentre que les dones 47.461 $. La renda per capita de la població era de 43.565 $. Entorn del 3,7% de les famílies i el 5,7% de la població estaven per davall del llindar de pobresa.

## Poblacions més properes
El següent diagrama mostra les poblacions més properes.